# Spring Hill (Tennessee)
Spring Hill é uma cidade localizada no estado norte-americano de Tennessee, no Condado de Maury e Condado de Williamson.

## Demografia
Segundo o censo norte-americano de 2000, a sua população era de 7715 habitantes.
Em 2006, foi estimada uma população de 20.768, um aumento de 13053 (169.2%).

## Geografia
De acordo com o United States Census Bureau tem uma área de
46,0 km², dos quais 45,9 km² cobertos por terra e 0,1 km² cobertos por água. Spring Hill localiza-se a aproximadamente 238 m acima do nível do mar.

## Localidades na vizinhança
O diagrama seguinte representa as localidades num raio de 24 km ao redor de Spring Hill.